# 법학학사
법학학사 또는 법학사(Bachelor of Laws, 라틴어: Legum Baccalaureus; LL.B)는 대부분의 영미법 국가에서 기본 법학 학위로 제공되는 법학 학부 학위이며 법률 실무자를 위한 최초의 전문 자격이다. 이 학위에서는 법률 시스템과 그 기능에 대한 포괄적인 이해를 제공하기 위해 핵심 법률 주제 및 법학에 대한 연구가 필요하다. LLB 커리큘럼은 법률 원칙, 법적 연구 기술, 사회 내 변호사의 역할과 책임에 대한 철저한 이해를 제공하도록 고안되었다. 이 학위는 관할권에 따라 변호사 시험을 치르거나 변호사 자격을 취득하기 위한 필수 조건인 경우가 많다. 또한 LLB 프로그램은 법학석사(LLM) 또는 기타 법학 대학원 과정과 같은 추가 법률 교육을 위한 기초 역할도 한다.

## 수여되는 지역
유럽, 오스트레일리아, 중화인민공화국, 홍콩, 마카오, 말레이시아, 방글라데시, 인도, 일본, 파키스탄, 스리랑카, 우간다, 케냐, 가나, 뉴질랜드, 나이지리아, 싱가포르, 남아프리카 공화국, 보츠와나, 이스라엘, 브라질, 탄자니아, 잠비아, 짐바브웨, 말라위, 영국, 미국을 포함한 여러 지역에서 수여된다. 미국에서는 1960년대까지는 법학 학사가 주된 법학 학위였으나 법무박사의 선호로 밀려났다.

## 같이 보기
- 법학박사
- 법무박사
- 법학 교육